# 중앙관
중앙관은 1922년 활동사진관으로 개관. 조선활동주식회사라 불리던 경성에서 활동하던 일본의 실업가들이 주식을 모아 경성활동주식회사 창립 후 세운 대한민국의 극장이다. 해방 이후 김상진(무성영화 시기부터 활동)이 관리 후 6.25전쟁 이후 벽산그룹에서 인수. 2010년 5월까지 80여 년간 운영되었다. 중앙관이라는 이름에서 중앙극장 최근에는 중앙 시네마 타운으로 이름을 변경하여 상업영화뿐만 아니라 독립영화상영관으로도 유명하였다.